# Лексінгтон-Гіллс (Каліфорнія)
Ле́ксінгтон-Гіллс (англ. Lexington Hills) — переписна місцевість (CDP) в окрузі Санта-Клара, штат Каліфорнія, США. Населення — 2492 особи (2020).

## Географія
Лексінгтон-Гіллс розташований за координатами 37°9′27″ пн. ш. 121°59′27″ зх. д. / 37.15750° пн. ш. 121.99083° зх. д. (37.157535, -121.990747).  За даними Бюро перепису населення США 2010 року переписна місцевість мала площу 12,22 км², з яких 12,14 км² — суходіл та 0,09 км² — водойми.

## Демографія
Згідно з переписом 2010 року, у переписній місцевості мешкала 2421 особа в 946 домогосподарствах у складі 653 родин. Густота населення становила 198 осіб/км². Було 996 помешкань (81/км²).
Расовий склад населення:
| - 88,7 % — білих - 3,7 % — азіатів - 0,4 % — чорних або афроамериканців - 0,2 % — корінних американців - 2,4 % — осіб інших рас |

До двох чи більше рас належало 4,5 %. Частка іспаномовних становила 8,0 % від усіх жителів.
За віковим діапазоном населення розподілялося таким чином: 22,3 % — особи молодші 18 років, 67,2 % — особи у віці 18—64 років, 10,5 % — особи у віці 65 років та старші. Медіана віку мешканця становила 44,8 року. На 100 осіб жіночої статі у переписній місцевості припадало 105,9 чоловіків;  на 100 жінок у віці від 18 років та старших — 101,9 чоловіків також старших 18 років.
Середній дохід на одне домашнє господарство  становив 158 270 доларів США (медіана — 140 323), а середній дохід на одну сім'ю — 182 168 доларів (медіана — 161 250). За межею бідності перебувало 3,2 % осіб, у тому числі 0,0 % дітей у віці до 18 років та 3,8 % осіб у віці 65 років та старших.
Цивільне працевлаштоване населення становило 1361 осіб. Основні галузі зайнятості: освіта, охорона здоров'я та соціальна допомога — 23,9 %, виробництво — 22,3 %, науковці, спеціалісти, менеджери — 15,8 %, роздрібна торгівля — 11,3 %.